# The Sims 3: Все возрасты
The Sims 3: Все возрасты (англ. The Sims 3: Generations) — четвёртое дополнение к популярной компьютерной игре The Sims 3. Выход дополнения состоялся 31 мая 2011 года. Первый официальный трейлер появился 5 апреля 2011 года. Тема дополнения завязана на дополнительных взаимодействиях детей, подростков и пожилых, а также взаимодействиям, доступным между симами разных возрастных категорий, например расширенная механика воспитания детей. Дополнение создавалось в ответ на пожелание некоторых игроков создавать более интересные истории, связанные с семьей.
Критики похвалили дополнение за его необычную по мерках других расширений к The Sims 3 тематику и оценили то, как дополнение расширяет возможности уже базового игрового процесса игры, тем не менее они сетовали на недостаток интересного контента и в целом малое содержание дополнения.

## Описание игры
«The Sims 3: Все возрасты» добавляет в игру разные особенности для каждого возраста, что делает жизнь симов более подробной и реалистичной. Появляются дополнительные праздники: свадьбы, выпускной вечер, холостяцкие вечеринки, подростковые вечеринки. Появилась «система воспоминаний», в которую записываются самые важные воспоминания симов (например, когда подросток научился водить машину). В каталоге покупок появился предмет — видеокамера, с помощью которой можно записывать видео и просматривать его потом на телевизоре. Дети могут играть в домике на дереве, а также в динозавров, принцесс, астронавтов. У родителей, дети которых ещё в младенческом возрасте могут получить по почте специальную куклу, может появиться воображаемый друг, который виден только ребёнку. Если долго с ним не поддерживать отношения, то он внезапно сможет исчезнуть навсегда. Подростки и дети могут шалить, устраивать розыгрыши и тому подобное. Также появились коляски для детей, двухъярусные кровати, трость для пожилых персонажей, химический набор, с помощью которого можно создать разные зелья, винтовые лестницы, и многое другое. 
В данном дополнении основной упор ставится на взаимоотношения симов разных поколений. Новых навыков и городов в «The Sims 3: Все возрасты» не появилось. Дети и подростки могут учиться в специализированных школах-интернатах, спортивных и военных академиях. Родители могут учить подростков водить автомобиль, где по окончании обучения те смогут получить водительские права в городской ратуше. Также появилась профессия «Воспитатель детского сада». Поначалу воспитателю, находящемуся в начале своего карьерного пути, будет предоставлено на воспитание небольшое количество детей, но продвигаясь по служебной лестнице, их количество будет расти, а сами дети будут всё больше непослушными.

## Разработка и выход
Команда разработчиков избрала в качестве темы дополнения «Все возрасты» исходя из желаний игроков создавать и наблюдать более интересные истории с их симами и семьями «от детского воображения и подросткового бунтарства, до кризиса среднего возраста и старческих воспоминаний о прошлом». Каждой возрастной категории были добавлены новые особенности. Ища новые возможности объединить фанатское сообщество The Sims, разработчики добавили функцию воспоминаний, с которыми игрок может делиться с друзьями в социальной сети facebook и на сайте TheSims3.com. Помимо этого команда при выпуске дополнений старается обращаться к новым темам и выбор пал на исследование поколений симов. Работая над новыми возможностями поколений, разработчики упирались на собственный жизненный опыт.
Впервые официальный трейлер игры был показан 5 апреля 2011 года. Выход игры состоялся 31 мая 2011 года.

## Музыка
Как и в предыдущих дополнениях, в «Все возрасты» были добавлены перезаписанные на симлише синглы известных музыкантов и групп. Например свой клип — «Time Bomb», записывала поп-рок группа All Time Low. Данная музыка была показана и в первом трейлере дополнения.
| №  | Название             | Исполняет                | Длительность |
| -- | -------------------- | ------------------------ | ------------ |
| 1. | «Changing»           | The Airborne Toxic Event | 3:49         |
| 2. | «Time Bomb»          | All Time Low             | 3:28         |
| 3. | «Dominoes»           | Black Cards              | 3:22         |
| 4. | «Everyway»           | Circa Survive            | 4:18         |
| 5. | «Happily Ever After» | He Is We                 | 4:13         |
| 6. | «Kiss Me Slowly»     | Parachute                | 4:01         |
| 7. | «Cow Bay»            | Stevie Q                 | 3:02         |
| 8. | «Wonder Why»         | Stevie Q                 | 3:47         |

## Критика
| Сводный рейтинг    | Сводный рейтинг |
| Агрегатор          | Оценка          |
| ------------------ | --------------- |
| GameRankings       | 73,93 %         |
| Metacritic         | 70/100          |
| Иноязычные издания |                 |
| Издание            | Оценка          |
| Eurogamer          | 7/10            |
| GamePro            | [ 11 ]          |
| GameSpot           | 6,5/10          |
| GameStar           | 69 %            |
| IGN                | 7/10            |
| NZGamer            | 90 %            |
| GamingXP           | 82 %            |
| Impulsegamer       | 80 %            |
| Gamekult           | 40 %            |

Дополнение смешанные сдержанные отзывы от игровых критиков. Средняя оценка дополнения по версии агрегатора Metacritic составила 70 баллов из 100, рейтинг пользователей составил лишь 36 баллов из 100.
Восторженный отзыв оставила обозревательница сайта Nzgamer, заметив, что хотя для многих тема дополнения может показаться странной и не убедительной, однако она прежде никогда не видела расширения к The Sims, которые бы так масштабно расширяли игровой процесс, связанный с подростками, детьми и малышами. В итоге игровой процесс, связанный с детьми стал выглядеть достаточно полноценным, а не остаточным в сравнении с геймплеем взрослых симов. Хотя дополнение не отличается своими масштабами, тем не менее оно подкупает своим вниманием ко множеству кажется незначительных деталей, но которые в совокупности делают опыт игры в симулятор жизни гораздо глубже.
Редакция IGN указала на явное отличие «Все Возрасты» в сравнении с предыдущими дополнениями к The Sims 3, в частности если предыдущие расширения добавляли достаточно мясистые куски нового контента, вводя радикальные изменения в саму игру, то «Все Возрасты» наоборот углубляется в новые детали уже существующего игрового процесса. А сами изменения и нюансы дополнения достаточно тонки, тем не менее они придают The Sims 3 новую глубину. Вердикт редакции IGN гласит, что дополнение приятно расширяет базовый геймлей игры, создавая новый опыт жизни симов разных возрастов, однако «Все возрасты» едва ли отличается той масштабностью и новыми возможностями геймплея. Похожее мнение выразил и Давид Перчиани, заметив с одной стороны «Все возрасты» расширяет семейный геймплей и добавляет новые возможности для разных возрастов симов, однако общее содержание дополнения не отличается инновационностью, масштабностью и подойдёт именно тем игрокам, которые любят создавать истории для своих симов и поколений. Тем не менее критик заметил, что данное дополнение наилучшим образом характеризует идею «Играй с жизнью». 
Редакция Gamestar заметила также явно узкую направленность дополнения, которая подойдёт далеко не всем игрокам, таким же грехом в своё время страдало и дополнение к The Sims 2 — «Бизнес». Критик Gamereactor заметил, что дополнение вдохнуло новую жизнь в The Sims 3, тем не менее система воспоминаний выглядит слишком навязчиво и раздражающе, да и само дополнение существует будто из безысходности для тех игроков, которые хотят раскошелиться на очередное расширение к The Sims 3, однако дополнения с животными придётся ждать к концу года. Разгромный отзыв оставил критик gamekult, заметив, что с одной стороны «Все Возрасты» оставляет впечатление дополнения, привнесшего множество деталей в игровой процесс, тем не менее в попытке угодить как можно большему количеству игроков, просящих добавление тех или иных деталей, разработчики не сумели создать реальную тематическую основу для дополнения, критик заметил, что такую же ошибку создатели допустили при создании дополнения к The Sims 2 — «Переезд в Квартиру». «Все Возрасты» заставляет думать, что оно затрагивает тему семейной жизни, когда как ориентировано на множество поверхностных деталей и на предоставлении слишком большого количества малосвязанного контента, ориентированного на детей и подростков The Sims 3.